# Fiao'o Fa'amausili
Seiuli Fiao’o Fa’amausili (Savai'i, 30 settembre 1980) è un'ex rugbista a 15 e dirigente sportiva neozelandese di origine samoana, già capitano delle Black Ferns con cui, nel ruolo di tallonatrice, prese parte a 5 Coppe del Mondo vincendone 4 oltre a vantare, al ritiro, il record di presenze internazionali per la Nuova Zelanda con 57.
Per i suoi risultati sportivi e il contributo al rugby nazionale è dal 2018 ufficiale dell'ordine al merito della Nuova Zelanda.
Da dicembre 2021 è presidente dell'Auckland Rugby Football Union, la sua federazione provinciale d'origine.

## Biografia
Nativa del villaggio samoano di Fogapoa sull'isola di Savai'i, Seiuli Fiao’o Fa’amausili vive ad Auckland da quando aveva cinque anni a seguito del trasferimento in Nuova Zelanda della sua famiglia.
Cresciuta in una famiglia con altri sei tra fratelli e sorelle, andò a lavorare a 15 anni mentre era ancora a scuola per sostenere finanziariamente il nucleo dopo che il padre divenne parzialmente inabile all'impiego; alle superiori preferì inizialmente il netball al rugby ma poi a 17 anni entrò nel Marist, club di Auckland, e nella federazione rugbistica provinciale, pur venendo anche schierata nell'under-19 di netball per lo stesso club.
Nel 2001 perse suo padre e un anno dopo esordì in nazionale in occasione della Coppa del Mondo di rugby femminile 2002 in Spagna, in cui le Black Ferns si presentavano da campionesse del mondo.
In tale torneo Fa’amausili vinse il suo primo titolo mondiale e si ripeté quattro anni più tardi.
Nel 2007 ebbe un'esperienza di una stagione in Inghilterra a Newcastle upon Tyne, ma prima di lasciare il Paese per l'Europa, durante una conferenza organizzata dalla polizia compilò un modulo con cui si dichiarava disponibile all'arruolamento.
Tornata in patria dopo un anno, fu contattata dal locale comando di polizia che voleva sondare la persistenza della disponibilità, e avendo dato risposta affermativa fu arruolata.
Nel 2010 in Inghilterra vinse la sua terza Coppa del Mondo consecutiva, ma fallì l'impresa nel 2014 quando la Nuova Zelanda perse contro l'Irlanda la sua prima partita nel torneo dai tempi della sconfitta in semifinale nel 1991.
Tre anni più tardi, nel 2017, disputò la sua quinta coppa, per la prima volta con i gradi da capitano, e tagliò il traguardo dei 50 incontri ufficiali divenendo la neozelandese con più test match al suo attivo; in quell'edizione della Coppa del Mondo si laureò campionessa per la quarta volta, raggiungendo Anna Richards e Monalisa Codling in tale speciale classifica di plurivincitrici.
Dopo la fine della Coppa aveva annunciato la fine dell'attività, ma fu convinta dalla federazione ad accettare un contratto professionistico.
A giugno 2018 fu insignita dell'onorificenza di ufficiale dell'ordine al merito della Nuova Zelanda in occasione dei riconoscimenti concessi per il compleanno della regina Elisabetta II.
Ad agosto 2018 tagliò il traguardo delle 54 partite internazionali contro l'Australia, cui marcò nell'occasione anche tre mete; il ritiro definitivo giunse a fine stagione dopo 106 partite e 15 titoli provinciali per Auckland e quattro vittorie in Coppa del Mondo.
Dal 14 dicembre 2021 è presidente dell'Auckland Rugby Football Union, eletta a tale carica in successione a Eroni Clarke, altro ex giocatore della rappresentativa: si tratta della prima donna a dirigere una delle maggiori federazioni rugbistiche provinciali della Nuova Zelanda.

## Palmarès
- Coppe del mondo: 4
Nuova Zelanda: 2002, 2006, 2010, 2017
- Farah Palmer Cup: 15
Auckland: 1999, 2000, 2001, 2002, 2003, 2004, 2005, 2007, 2008, 2009, 2011, 2012, 2013, 2014, 2015